# Kątki (województwo mazowieckie)
Kątki – wieś sołecka w Polsce położona w województwie mazowieckim, w powiecie ciechanowskim, w gminie Regimin.
W latach 1975–1998 miejscowość administracyjnie należała do województwa ciechanowskiego.
W Kątkach urodził się Tadeusz Milewski (1891–1940), porucznik lekarz rezerwy Wojska Polskiego, działacz niepodległościowy.